# Síndrome de Bartter
A síndrome de Bartter é uma perturbação na qual os rins eliminam eletrólitos exacerbadamente, resultando em hipopotassemia (baixos níveis de potássio no sangue) e elevada concentração de aldosterona e renina (hormônios) na corrente sanguínea. É rara e afeta 1 indivíduo em cada 830.000 no mundo.
Esta síndrome foi descrita pela primeira vez no ano de 1962, pelo endocrinologista estadunidense Frederic Bartter. A etiologia desse problema ainda não foi completamente elucidada. O que se conhece, é que esta síndrome consiste em distúrbio genético, hereditário, acometendo igualmente ambos os sexos e sem predileção por etnias, resultante de um tipo de herança autossômica recessiva altamente observada na progênie de pais da mesma família, que causa uma mutação do canal de cloro, na alça de Henle, com consequente desregularão dos outros eletrólitos.
Por haver uma alteração genética, há um funcionamento anormal das células renais, levando a uma redução no transporte dos eletrólitos para reabsorção, em especial, do potássio, do cloro e do sódio, o que resulta em uma hipocalcemia com consequente elevação de renina e aldosterona sanguíneos.

## Fatores de risco
O que se conhece, é que esta síndrome consiste em distúrbio genético, hereditário, acometendo igualmente ambos os sexos e sem predileção por etnias, resultante de um tipo de herança autossômica recessiva altamente observada na progênie de pais da mesma família, que causa uma mutação do canal de cloro, na alça de Henle, com consequente desregularão dos outros eletrólitos.

## Diagnóstico
O diagnóstico de síndrome de Bartter é estabelecido pela exclusão de condições associadas à hipopotassemia, alcalose metabólica e hiperaldosteronismo hiperreninêmico secundário.13 A presença de vômitos incoercíveis, diarréia crônica ou o uso abusivo de diuréticos ou de laxativos pode causar sintomatologia e alterações laboratoriais indistinguíveis da síndrome de Bartter. A alcalose metabólica é a alteração predominante, embora, à exceção da caliúria, as outras anormalidades nem sempre estejam presentes. É necessário, para estabelecer o diagnóstico, verificar a presença de concentrações urinárias de cloreto de sódio superior a 20 mmol/l e ausência de diuréticos na urina ou laxativos nas fezes.
É possível excluir facilmente outros estados de hipermineralocorticoidismo, visto que estes estão normalmente associados à hipertensão.7,13 No hiperaldosteronismo primário, observam-se, no plasma, aldosterona aumentada e renina diminuída, que não respondem ao estímulo postural, diferenciando-se da síndrome de Bartter, que possui aldosterona e renina plasmáticas aumentadas.
A Síndrome de Bartter pode ser diagnosticada no período pré-natal, nos primeiros dias de vida, na infância ou até na adolescência, dependendo da gravidade do quadro clínico. A maioria dos casos é diagnosticada na infância.Geralmente, quanto mais precoce é o diagnóstico maior é a gravidade do quadro clínico.

## Manifestações clínicas
As manifestações clínicas dependem, predominantemente, da hipocalemia e podem ocorrer logo após o nascimento, na infância ou até na idade adulta. Associa-se ao retardo no desenvolvimento pôndero-estatural e sintomas de fraqueza muscular. Os níveis pressóricos são normais. Pode raramente ocorrer retardo mental e insuficiência renal crônica.
Os sintomas da Síndrome de Bartter surgem logo na infância e podem ser:
- Desnutrição
- Retardo no crescimento
- Fraqueza muscular
- Retardo mental
- Aumento do volume de urina
- Muita sede
- Desidratação
- Febre
- Diarreia ou vômitos

Os pacientes com Síndrome de Bartter apresentam baixos níveis de potássio, cloro, sódio e cálcio no sangue, porém não têm alterações nos níveis da pressão arterial. Alguns indivíduos podem apresentar características físicas sugestivas da doença, como face triangular, testa mais saliente, olhos grandes e orelhas voltadas para frente.

## Tratamento
O tratamento da síndrome de Bartter consiste, basicamente, na correção dos distúrbios eletrolíticos e na administração de inibidores de síntese de prostaglandinas. Quando o tratamento é instituído precocemente, pode-se atenuar o déficit de crescimento. A evolução para insuficiência renal é rara e, normalmente, devida à nefrocalcinose.
Apesar de o prognóstico ser favorável na maioria dos casos, é uma doença crônica que requer medicação sistemática o que muitas vezes torna a adesão difícil por parte das crianças e adolescentes. Para além da dieta com aportes adequados de água, sal e potássio, vários medicamentos têm sido utilizados na Síndrome de Bartter. Atualmente a terapêutica mais utilizada consiste em suplementos de potássio orais, que poderão chegar às centenas de milequivalentes por dia e indometacina oral . Os efeitos secundários gastrointestinais, em ambos os fármacos, são frequentes e por vezes graves, principalmente quando o potássio é utilizado em comprimidos. Na literatura existem vários casos sugerindo outras terapêuticas, mas na maioria das vezes os resultados não são satisfatórios ou ainda não foi possível comprovar a sua eficácia e segurança. Recentemente, o aliscireno, um inibidor direto da renina, foi utilizado no tratamento da Síndrome de Bartter num adulto, com resultados aparentemente promissores, desconhecendo-se até à atualidade a sua utilização em Pediatria . A disponibilidade de um inibidor direto da renina teoricamente seria a terapêutica mais eficaz na Síndrome de Bartter pelo facto da hiperemiaria ser uma característica essencial nesta doença. Pela excelente resposta terapêutica, sem efeitos acessórios aparentes até à data, de um medicamento com pouca ou nenhuma utilização em Pediatria, os autores apresentam o caso de uma criança de oito anos, com Síndrome de Bartter diagnosticada aos dois meses de idade, medicada desde então com doses progressivamente crescentes de cloreto de potássio e indometacina orais. Na sequência do diagnóstico de uma úlcera gástrica grave, ficou medicado com potássio endovenoso, via cateter venoso central, até ao máximo de 13 mEq/Kg/dia durante 58 dias, o que motivou o recurso a um inibidor da renina- aliscireno. Constatou-se uma boa evolução clínica e analítica após alguns dias da sua utilização, permitindo uma redução drástica na quantidade de potássio oral administrado.

## Relatos clínicos
1 - Doente do sexo masculino com oito anos de idade, raça caucasiana, com diagnóstico de Síndrome de Bartter tipo II (mutação no gene KCNJ1, cromossoma 11q24), medicado com indometacina e potássio orais desde os dois meses de vida. Para manter caliémias normais, as doses de cloreto de potássio foram progressivamente aumentadas até 12 mEq/Kg/dia (40 comprimidos). Aos seis anos de idade foi-lhe diagnosticada esofagite que foi controlada com omeprazol, que manteve desde então. Contudo, cerca de dois anos depois (Maio de 2009), foi internado por dor abdominal grave, persistente e agravamento da hipocaliémia (potássio sérico 2,9 mmol/L). Apresentava bom desenvolvimento estaturo-ponderal com peso no P90 e estatura no P75. Exame objectivo sem alterações,excepto dor à palpação do epigastro. Efetuou endoscopia digestiva alta que revelou úlcera gástrica gigante (figura 1). Suspendeu toda a terapêutica oral e manteve aporte endovenoso de cloreto de potássio (KCl) com necessidade de aportes de 13 mEq/Kg/dia, para além de terapêutica anti-ulcerosa. Fez controlo endoscópico ao 52º dia de internamento que revelou cicatrização da úlcera. No 58º dia de internamento iniciou terapêutica oral com aliscireno na dose de 150 mg/dia o que permitiu a redução progressiva do aporte diário de KCl, mantendo indometacina oral na dose de 1,5 mg/Kg/dia. Trinta dias após o início desta terapêutica a necessidade de aporte de potássio era de 0,53 mEq/Kg/dia com níveis séricos de potássio normais. Atualmente (14 meses após o início de terapêutica com aliscireno) necessita apenas de 0,13 mEq/Kg/dia (meio comprimido) de KCl oral e está sem qualquer sintomatologia gastrointestinal ou efeito secundário do aliscireno. A dose de indometacina foi reduzida para 0,7 mg/Kg/dia. Fez novo controlo endoscópico, 12 meses após internamento, que revelou cicatrização completa da úlcera.

2 - Paciente feminino, 51 anos, doméstica, procedente de Belo Horizonte, com dor abdominal há 24 horas da avaliação médica inicial, queixava-se de dor em flanco esquerdo, intensa, sem irradiação, sem náuseas ou vômitos. Negava uso de medicação diária, doenças crônicas, etilismo e tabagismo. Sem queixas ginecológicas. Histerectomizada há 10 anos. Apresentava bom estado geral, com mucosas normocoradas e hidratadas. Eupneica, acianótica e anictérica. A pressão arterial sistêmica era de 120X80 mmHg, com freqüência cardíaca e de pulso de 88 bpm. O abdome era globoso, com ruídos hidroaéreos presentes, levemente doloroso à palpação profunda em flanco esquerdo e punho-percussão negativa. O estudo radiológico dos seios da face, tórax e abdome e o US abdominal estavam normais. Os exames complementares revelaram: hemograma completo normal; potássio: 2,0 mEq/l; ureia: 29 mg/dl; creatinina: 0,5 mg/dl; sódio: 138 mEq/l; magnésio: 1,9 mg/dl; pH arterial: 7,5; pCO2: 30 mmHg; pO2: 88 mmHg; HCO3 sérico: 23 mEq/l; CO2 total: 24 mmol/l; excesso de base: +1; saturação de oxigênio de 97% e o exame de urina mostrou alguns cristais de fosfato triplo. Foi internada para a correção dos níveis séricos de potássio. Após realização de dieta normosódica, foram realizados a medição da aldosterona, que mostrou 19,0 ng/dl (VR: 4,0-16,0 ng/dl), e renina: 10,0 ng/ml/ hora (VR: 0,98-4,18 ng/ml/hora). O cortisol sérico estava em 17,7 μg/dl (VR: 5,0-25,0 μg/dl). E na urina encontraram-se sódio: 98 mEq/24h (VR: 27-287 mEq/24h); cálcio: 56 mg/24h (VR: até 180 mg/24h); potássio: 64 mEq/24h (VR: 26-123 mEq/24h). O tratamento foi iniciado com 100 mg/dia de espironolactona e suplementação oral de 300 mg de potássio por dia. Houve melhora clínico-laboratorial, sem normalização da potassemia. Foi transferido o seu seguimento para o nível ambulatorial. Nos retornos posteriores, foi feita avaliação dos seus três irmãos, sendo observada, em um deles, hipocalemia assintomática.